# والتر بي. برادي
والتر بي. برادي (بالإنجليزية: Walter B. Brady)‏ هو سياسي أمريكي، ولد في 1870. حزبياً، نشط في الحزب الجمهوري. وقد انتخب عضو مجلس نواب ميشيغان ‏.